# 패미컴 탐정 크루
《패미컴 탐정 크루》은 닌텐도가 개발한 어드벤처 게임 시리즈이다. 패밀리 컴퓨터 디스크 시스템으로 개발한 1988년작 《패미컴 탐정 크루: 사라진 후계자》와 1989년작 《패미컴 탐정 크루 파트 II: 뒤편에 선 소녀》 2부작으로 구성됐으며, 그 외 사테라뷰로 전송한 외전 《BS 탐정 크루: 눈에 사라진 과거》가 있다.
1998년에 슈퍼 패미컴으로 2편의 리메이크가 발매됐다. 2021년에 닌텐도 스위치로 1, 2편이 수록된 현대 리메이크가 최초로 전세계에 동시출시됐다.

## 개발

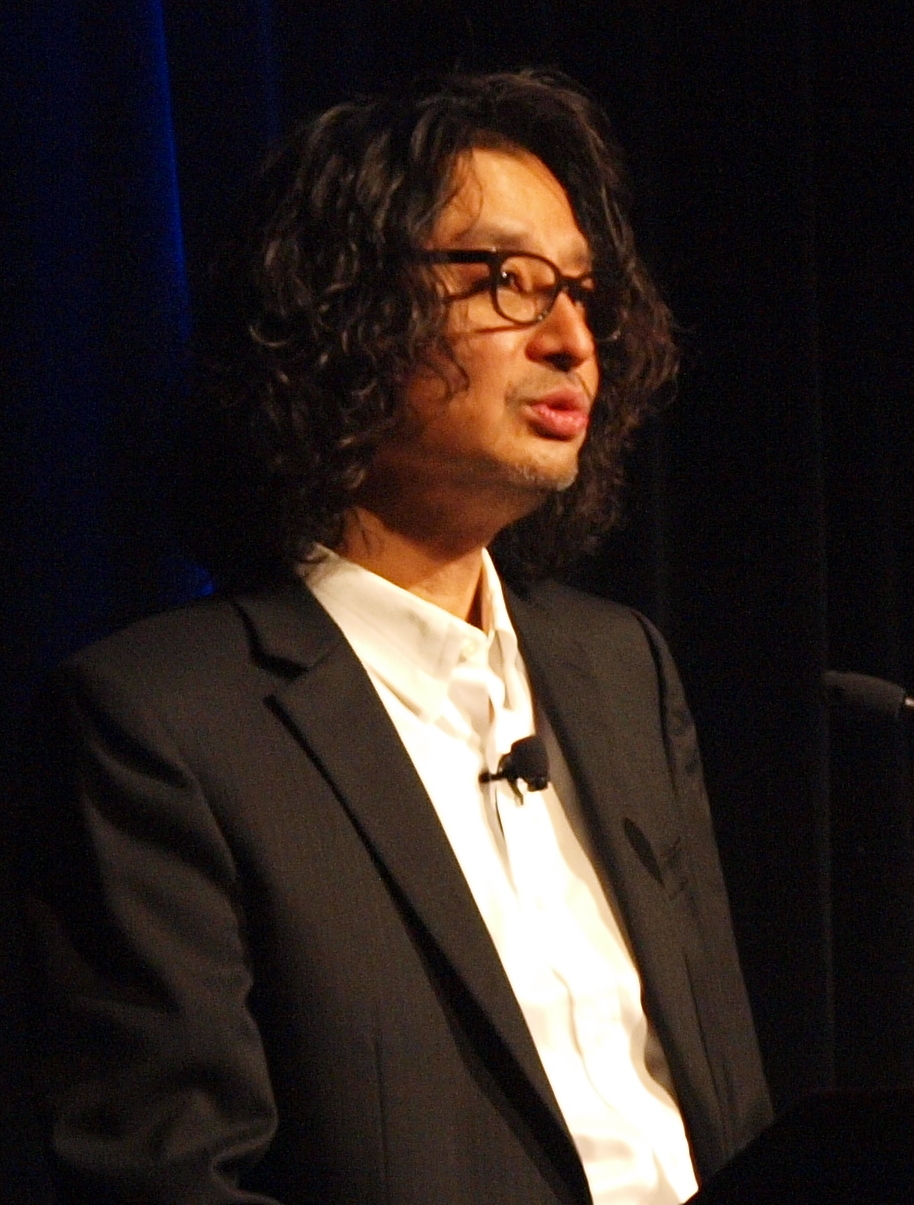
각본가 사카모토 요시오

첫 2부작은 사카모토 요시오가 각본을 맡았다. 《패미컴 탐정 클럽》은 사카모토의 첫 시나리오 작품으로, 이후 이 게임들을 개인적으로 경력의 전환점으로 꼽는다고 밝혔다. 사카모토는 이 게임 이후 《메트로이드》 시리즈 개발자로서 유명하게 됐다.

## 참조

### 내용주
1. ↑  일본어: ファミコン探偵倶楽部, 영어: Famicom Detective Club